# A Virgin and a Whore
A Virgin and a Whore (Una Virgen y una Prostituta) es el cuarto álbum de la banda finlandesa de death metal melódico Eternal Tears of Sorrow. Fue su último álbum antes de su separación entre 2003 y 2005. También fue el último álbum con el tecladista de la banda Pasi Hiltula (que estuvo en la banda desde principios de 1999) y el único álbum con el guitarrista Antti Kokko (actual guitarrista de Kalmah). 
La séptima canción del álbum, "Sick, Dirty and Mean", es un cover de la canción original de Accept.
La carátula del álbum fue diseñada por Niklas Sundin, guitarrista de Dark Tranquility y dueño de la empresa de diseño sueca Cabin Fever Media.

## Lista de canciones
1. "Aurora Borealis" – 5:04
2. "Heart of Wilderness" – 3:40
3. "Prophetian" – 5:22
4. "Fall of Man" – 4:58
5. "The River Flows Frozen" – 5:47
6. "The Last One For Life" – 4:59
7. "Sick, Dirty and Mean" (Accept cover) – 4:16
8. "Blood of Hatred" – 3:12
9. "Aeon" – 5:45

## Miembros de la banda
- Altti Veteläinen – Voz, Bajo
- Jarmo Puolakanaho – Guitarra
- Antti Kokko – Guitarra líder
- Pasi Hiltula – Teclados
- Petri Sankala – Batería

- Datos: Q2311768